# Henrik de Maré
Alfred Henrik de Maré, född 30 januari 1860 i Locknevi socken, död 8 augusti 1937 i Stockholm, var en svensk militär och hovmarskalk.

## Biografi
Familjen de Maré kom ursprungligen från Frankrike. I Sverige adlades 1860 en gren av släkten och introducerades samma år. Henrik de Maré gifte sig 1887 med Ellen von Hallwyl. Tillsammans flyttade de till gården Björkhagen i Stocksund, en gåva från hennes föräldrar Walther och Wilhelmina von Hallwyl. Den stora, vita trävillan finns fortfarande bevarad. Här föddes också parets enda barn, sonen Rolf de Maré.
År 1897 utnämndes Henrik de Maré till militärattaché i Berlin och familjen bodde utomlands till 1904, då de Maré utnämndes till hovmarskalk.
År 1906 skilde sig makarna de Maré på hennes initiativ, då hon förälskat sig i konsthistorikern Johnny Roosval, som varit sonens informator under tiden i Berlin. Henrik de Maré fortsatte dock att ha kontakt med svärföräldrarna fram till det att han 1920 gifte om sig med en kvinna av enkel härkomst. Då bröt greveparet von Hallwyl kontakten med honom.
de Maré var son till Gustaf de Maré och bror till Thorgny de Maré. Henrik de Maré är gravsatt i Gustav Vasa kyrkas kolumbarium vid Odenplan i Stockholm.